# Rolf Hoppe

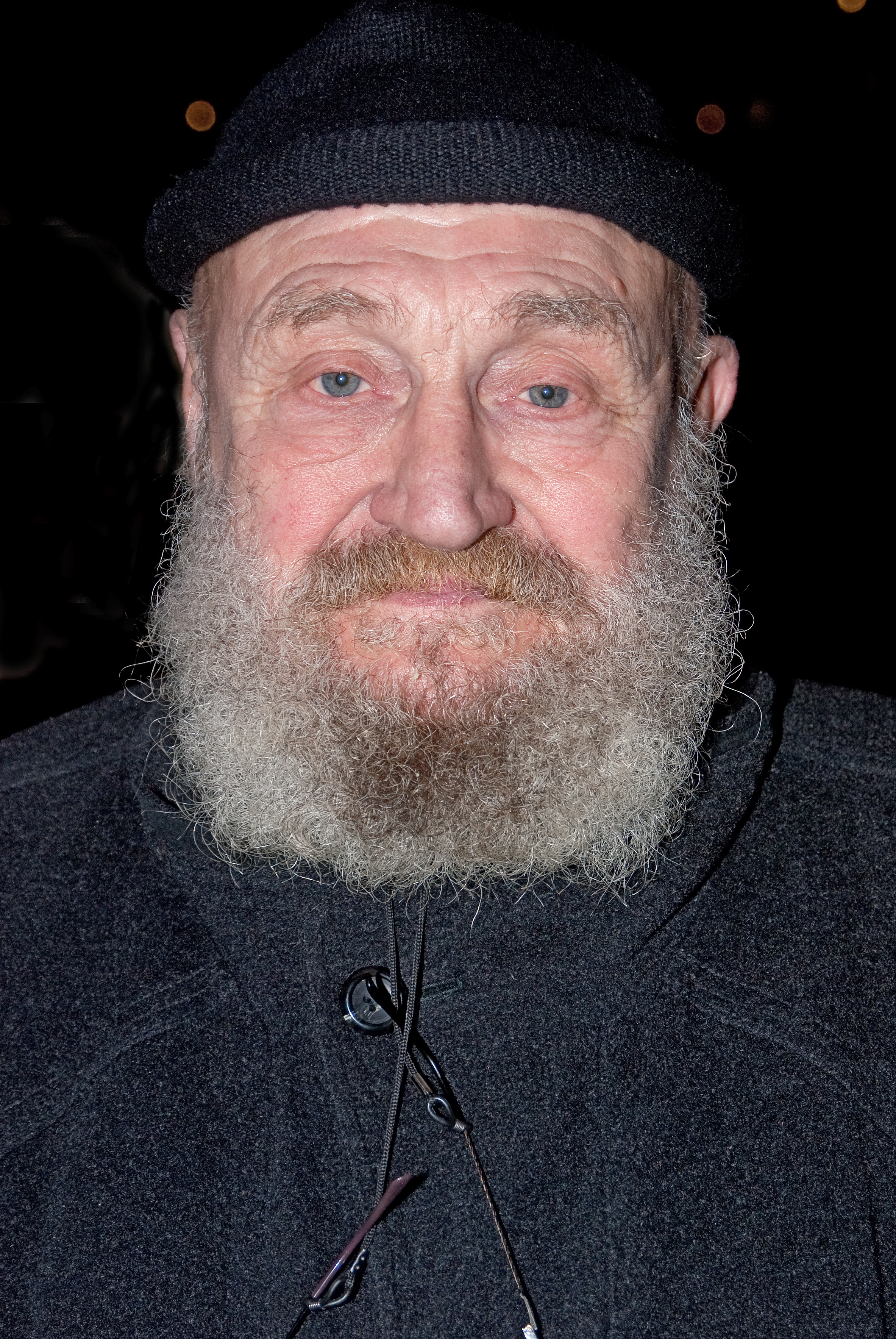
Rolf Hoppe (2009)

Rolf Hoppe (* 6. Dezember 1930 in Ellrich, Landkreis Grafschaft Hohenstein; † 14. November 2018 in Dresden) war ein deutscher Schauspieler. Er spielte in mehr als 400 Film- und Fernsehproduktionen und wurde dem Publikum vor allem in seinen Rollen als Bösewicht in DEFA-Indianerfilmen sowie als König im Märchenfilm Drei Haselnüsse für Aschenbrödel (1973) bekannt. Internationale Aufmerksamkeit erhielt er als „Ministerpräsident“ im Filmdrama Mephisto (1981).

## Leben

### Herkunft und erste Jahre
Rolf Hoppe wurde 1930 in der Kleinstadt Ellrich bei Nordhausen am Südrand des Harzes geboren und war der einzige Sohn des Bäckermeisters Hermann Hoppe. Er vertrat seinen Vater am Ende des Zweiten Weltkriegs in der Backstube und sollte die seit 1829 bestehende Schwarz-Weiss & Feinbäckerei August Hoppe fortführen. Nach Abschluss der Volksschule machte er eine Bäckerlehre und arbeitete von 1945 bis 1948 auch als Kutscher. 1945 wurde er von der US-Armee zu Aufräumarbeiten im KZ Mittelbau-Dora beordert.
1946/47 war Hoppe als Schauspieler und Regisseur am Laientheater Ellrich tätig. Seine erste Bühnenrolle war die Titelrolle im Stück Professor Mamlock. Er studierte von 1949 bis 1951 Schauspiel am Staatlichen Landeskonservatorium in Erfurt und war in der Spielzeit 1950/51 an den Städtischen Bühnen Erfurt engagiert. Aufgrund einer Stimmbandentzündung musste er das Schauspiel vorübergehend aufgeben und arbeitete als Tierpfleger beim Zirkus Aeros. Der Schulung seiner Stimme bei Richard Wittsack am Institut für Sprechkunde in Halle (Saale) folgte in der Spielzeit 1952/53 ein Engagement am Theater der jungen Garde in Halle, wo er u. a. als Kwakin in Timur und sein Trupp zu sehen war.

### Theaterkarriere
Weitere Bühnenstationen Hoppes waren das Theater Greifswald (1953/54; nach anderen Quellen bereits in der Spielzeit 1952/53), das Theater der Jungen Welt in Leipzig (1954–1956) und das Theater Gera (1955/56–1961). Von 1962 bis 1972 arbeitete er am Staatstheater Dresden, zwischendurch am Deutschen Theater in Berlin, von 1976 bis 1985 wieder am Staatsschauspiel Dresden. Bei den Salzburger Festspielen trat er von 1983 bis 1989 in der Rolle des „Mammon“ im Jedermann (Regie: Ernst Haeusserman) mit Klaus Maria Brandauer als Partner in der Titelrolle auf. Hoppe gastierte auch in der Schweiz, in Italien und China.
Zu Hoppes wichtigen Theaterrollen gehörten Galy Gay in Brechts Mann ist Mann (Spielzeit 1958/59), der Flieger Sun in Der gute Mensch von Sezuan (Spielzeit 1956/57, beide jeweils in Gera), sowie in Dresden die Titelrolle in König Lear (als Übernahme; Inszenierung: Hans Dieter Mäde), der Dorfrichter Adam in Der zerbrochne Krug (Spielzeit 1968/69), der Klosterbruder in Nathan der Weise (Spielzeit 1978/79), Dr. Schimmelpfennig in Vor Sonnenaufgang (Inszenierung: Hans Dieter Mäde), Torvald Helmer in Nora, Luka in Nachtasyl (Spielzeit 1978/79) und die Titelrolle in Die Verschwörung des Fiesco zu Genua (Regie: Frank Beyer).
In der Spielzeit 1977/78 übernahm er am Staatsschauspiel Dresden den Pfleger des Orest in Sophokles’ Elektra (Inszenierung: Klaus Dieter Kirst). Er spielte außerdem in Stücken von Alexei Nikolajewitsch Arbusow (Sergej in Irkutsker Geschichte, Gera/Dresden), Joachim Knauth (Heinrich VIII oder Der Ketzerkönig in Gera), Richard Brinsley Sheridan (Die Lästerschule, Dresden), Seán O’Casey (Das Ende vom Lied; Dresden, Spielzeit 1967/68), Helmut Sakowski (Steine im Weg, Dresden), Peter Hacks (Senecas Tod, Dresden Spielzeit 1980/81) und Friedrich Dürrenmatt (1963 als Alfred Ill in Der Besuch der alten Dame mit Antonia Dietrich in der Titelrolle in der DDR-Erstaufführung; Spielzeit 1978/79 als Möbius in Die Physiker).

### Film und Fernsehen
1963 gab er in einer kleineren Rolle als Portier sein Filmdebüt in Konrad Petzolds Jetzt und in der Stunde meines Todes. Es folgten daraufhin zahlreiche Film- und Fernsehrollen in der DDR, unter anderem in dem Filmdrama Karla von 1965 als Lehrer Eiffler, in Konrad Wolfs Ich war neunzehn (1968) als Etappenmajor Behring und in der Historienkomödie Hauptmann Florian von der Mühle (1968) als Polizeidirektor.
Im DEFA-Indianerfilm Spur des Falken (1968) und dessen Fortsetzung Weiße Wölfe (1969) übernahm er die Rolle des Schurken James Bashan. 1972 spielte er in dem DEFA S/W-Film Leichensache Zernik – noch ziemlich beleibt – einen kleinen Berliner Ganoven. 1973 war er in der Rolle des Captain Burton in Apachen, der 1975 mit Ulzana fortgesetzt wurde, zu sehen. In Václav Vorlíčeks Märchenfilm Drei Haselnüsse für Aschenbrödel (1973) verkörperte er den König an der Seite von Karin Lesch. Im Folgejahr übernahm er eine weitere Rolle in einem Märchenfilm; er spielte den titelgebenden Puppenspieler und Erfinder in Hans Röckle und der Teufel.
International bekannt wurde Hoppe 1981 durch seine Darstellung des NS-Ministerpräsidenten von Preußen Hermann Göring in dem nach Klaus Manns Roman entstandenen Spielfilm Mephisto von István Szabó, der 1982 den Oscar für den besten fremdsprachigen Film erhielt. Aufgrund dieser Rolle wurde er in Peter Schamonis Spielfilm Frühlingssinfonie (1983) besetzt, wo er den Musiker und Musikpädagogen Friedrich Wieck und Vater von Clara Schumann verkörperte. 1984 spielte er an der Seite von Paulus Manker in Michael Hanekes Fernsehfilm Wer war Edgar Allan?. In der Friedrich-Hölderlin-Verfilmung Hälfte des Lebens (1985) spielte er den Schriftsteller Wilhelm Heinse. In dem sechsteiligen Fernsehfilm Sachsens Glanz und Preußens Gloria (1985/1987) übernahm er die Rolle von August III., dem Sohn Augusts des Starken. 1989 spielte er zusammen mit Götz George und Otto Sander in Der Bruch einen Schwerverbrecher.
Auch nach der Wende konnte sich Hoppe weiter als Schauspieler etablieren. 1992 spielte er die Rolle des Fabrikanten und Altnazis Karl Lentz im Satirefilm Schtonk! (1992). 1993 gab er in Mario und der Zauberer unter der Regie von Klaus Maria Brandauer den Präfekten Angiolieri. In dem österreichisch-deutschen Spielfilm Comedian Harmonists (1997) verkörperte er den nationalsozialistischen Politiker Julius Streicher. In Volker Schlöndorffs US-amerikanisch-deutschen Thriller Palmetto – Dumme sterben nicht aus (1998) spielte Hoppe den Felix Malroux. In Rolf Losanskys Märchenverfilmung Hans im Glück (1999) übernahm er die Rolle des Kaufmannes und Reiters, der Hans sein schnelles Pferd „Sausewind“ gegen den Goldklumpen des Müllerlehrlings eintauschen möchte. In dem Fernsehmelodram Am Ende siegt die Liebe (2000) war er in der Rolle des Max Sander zu sehen. In der Filmkomödie Alles auf Zucker! (2004) spielte er den Rabbiner Ginsberg. In der Kriminalfilmreihe Commissario Laurenti (2007/08) verkörperte er den Rechtsmediziner Galvano. 2012 besetzte ihn Toke Constantin Hebbeln in seinem melodramatischen Film Wir wollten aufs Meer, wo er den Stasi-Oberst Seler spielte. In der Ken-Follett-Verfilmung des ZDF Die Pfeiler der Macht, die 2016 ins Fernsehen kam, übernahm er die Rolle des Familienoberhaupts und Patriarchen Seth Pilaster.
Von 1994 bis 2003 wirkte er in mehreren Filmen der Fernsehreihe Tatort mit. Im Tatort: Der schwarze Engel (1994) spielte er den Richard Tauber, im Tatort: Der Spezialist (1996) übernahm er die Rolle des Kommissars Karl Ammond, im Tatort: Parteifreunde (1996) war er der ehemalige Partei-Landesvorsitzende Eberhard Sudhoff, im Tatort: Schlaflose Nächte (1996) verkörperte er die Rolle des Walter Severing, im Tatort: Tödlicher Galopp (1997) spielte er Kasunke, einen Pferdekenner und Stammbesucher der Rennbahn und in seinem letzten Tatort Der schwarze Troll (2003) war er der Hausarzt Dr. Paul Knödgen. Daneben hatte er Episodenrollen in Kommissar Rex, Das Traumschiff, Die Verbrechen des Professor Capellari, Der Bulle von Tölz, Der letzte Zeuge, SOKO Kitzbühel und Küstenwache. Seine letzte Rolle hatte er im Spätsommer 2016 in der Folge Zwischen Tod und Leben der ZDF-Krimireihe Spreewaldkrimi als Hermann Stein, eine Rolle, die er bereits 2012 in der Folge Eine tödliche Legende hatte.
Neben zahlreichen Auftritten in Spielfilmen und Fernsehproduktionen wirkte Hoppe auch als Sprecher in Kinderhörspielen mit, wie zum Beispiel als das weiße Kaninchen in Alice im Wunderland, als Erzähler in Brüderchen und Schwesterchen und als Geschichten erzählender Wind in Der Fischer und seine Frau zusammen mit Kurt Böwe. Von der Tageszeitung Dresdner Neueste Nachrichten war er im Jahre 2000 zu einem der „100 Dresdner des 20. Jahrhunderts“ gewählt worden.

### Weitere Theatertätigkeiten
Hoppe war Prinzipal des Hoftheaters Dresden, eines Kammertheaters in einem ehemaligen Bauernhof in Dresden-Weißig. Er gründete 1995 einen Verein mit der Vision eines solchen Theaters, kaufte und spendete den Hof dem Verein. Der Spielplan orientiert sich am künstlerischen Anspruch Hoppes.
Mehr als zwei Jahrzehnte hat sich Hoppe mit seinem privaten Theater auf Schloss Weesenstein vielfältig kulturell engagiert. Dort brachte er zum Beispiel seine musikalisch-literarische Reihe Dresdner Dreiklänge zur Aufführung und las Märchen, Balladen und Geistergeschichten. Im November 2006 brachten Hoppe und der Sänger Heinz Rudolf Kunze dort ihr gemeinsames Programm Sachsophonie zur Aufführung. Sie präsentierten persönliche Lieblingstexte verschiedener Autoren aus Sachsen und Niedersachsen und sangen auch.

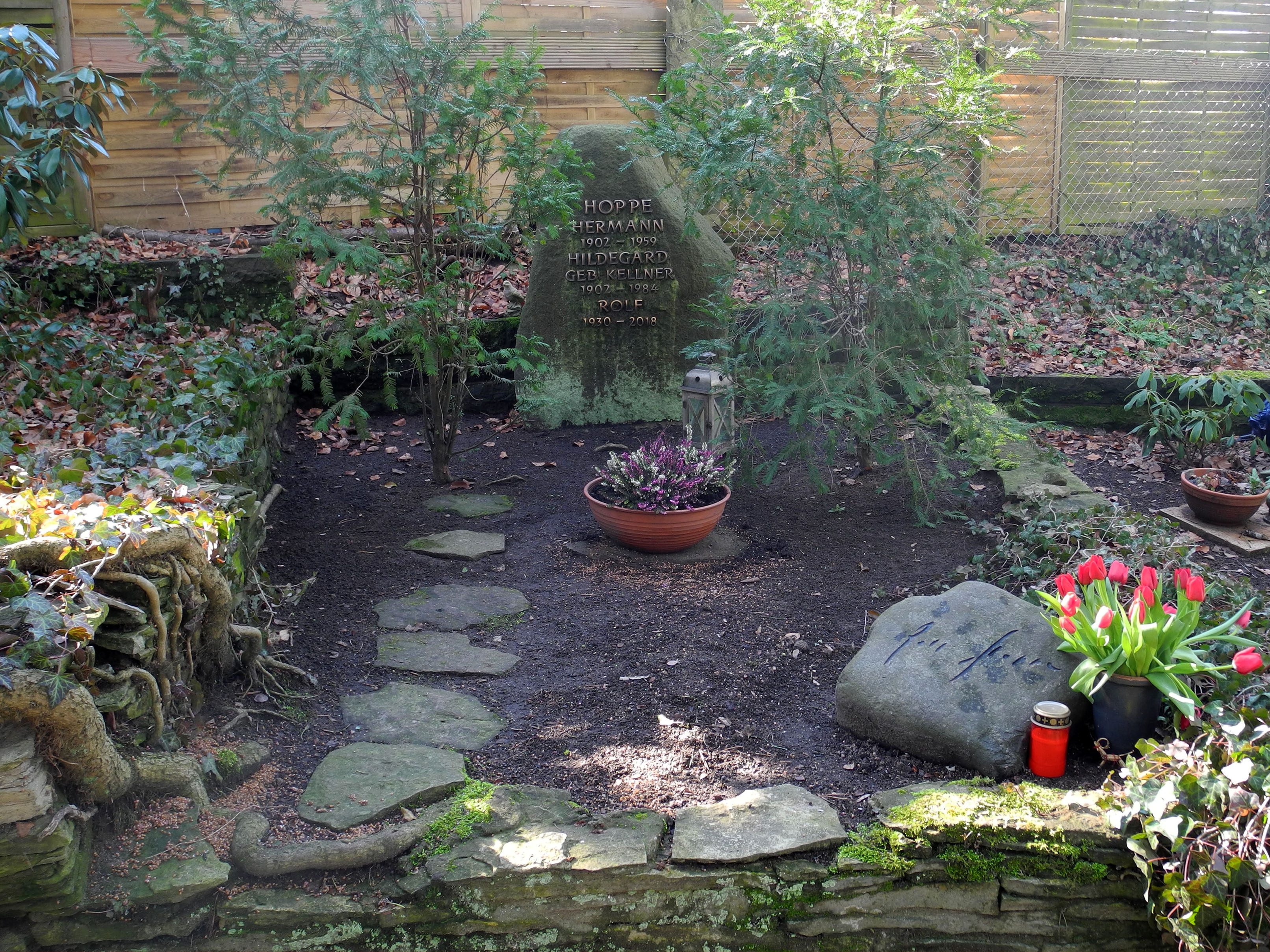
Familien-Grabstätte von Schauspieler Rolf Hoppe auf dem Dresdner Waldfriedhof Weißer Hirsch

### Privates
Hoppe war verheiratet und lebte zuletzt in Dresden-Weißig. Seine Töchter Christine und Josephine Hoppe sind ebenfalls Schauspielerinnen. Auch sein Enkel Oscar schlug diesen Berufsweg ein.
Anlässlich seines 85. Geburtstages gab es vom 1. November 2015 bis 1. Mai 2016 auf Schloss Weesenstein eine Ausstellung unter dem Titel Rolf Hoppe. Ein Schauspielerleben.
Rolf Hoppe starb im November 2018 im Alter von 87 Jahren. Er wurde auf dem Dresdner Waldfriedhof Weißer Hirsch beigesetzt.

## Darstellung Hoppes in der bildenden Kunst der DDR
- Detlev Reinemer: Porträt eines Schauspielers (1989, Büsten, Terrakotta)[12]

## Filmografie

### Kino
- 1963: Jetzt und in der Stunde meines Todes
- 1965: Solange Leben in mir ist
- 1965: Die besten Jahre
- 1965: Der Frühling braucht Zeit
- 1965: Karla
- 1966: Fräulein Schmetterling
- 1966: Lebende Ware
- 1967: Frau Venus und ihr Teufel
- 1968: Ich war neunzehn
- 1968: Die Nacht im Grenzwald
- 1968: Hauptmann Florian von der Mühle
- 1968: Spur des Falken
- 1968–1970: Ich – Axel Cäsar Springer
- 1969: Mohr und die Raben von London
- 1969: Jungfer, Sie gefällt mir
- 1969: Nebelnacht
- 1969: Weiße Wölfe
- 1970: Tödlicher Irrtum
- 1971: Männer ohne Bart
- 1971: Goya
- 1972: Leichensache Zernik
- 1972: Die gestohlene Schlacht
- 1972: Eolomea
- 1973: Das zweite Leben des Friedrich Wilhelm Georg Platow
- 1973: Apachen
- 1973: Susanne und der Zauberring
- 1973: Die Hosen des Ritters von Bredow
- 1973: Drei Haselnüsse für Aschenbrödel
- 1976: Das Licht auf dem Galgen
- 1976: Unser stiller Mann
- 1974: Orpheus in der Unterwelt
- 1974: Leben mit Uwe
- 1974: Der nackte Mann auf dem Sportplatz
- 1974: Für die Liebe noch zu mager?
- 1974: Ulzana
- 1974: Wie füttert man einen Esel
- 1974: Hans Röckle und der Teufel
- 1974: Johannes Kepler
- 1974: Kit & Co
- 1975: Ikarus
- 1976: Beethoven – Tage aus einem Leben
- 1977: Unterwegs nach Atlantis
- 1977: Die Flucht
- 1978: Jörg Ratgeb, Maler
- 1978: Sabine Wulff
- 1978: Ein Sonntagskind, das manchmal spinnt
- 1979: Schatzsucher
- 1980: Komödianten-Emil
- 1980: Peters Jugend
- 1980: Levins Mühle
- 1981: Mephisto
- 1981: Pugowitza
- 1982: Die Gerechten von Kummerow
- 1982: Der lange Ritt zur Schule
- 1983: Frühlingssinfonie
- 1983: Mein Vater ist ein Dieb
- 1984: Ärztinnen
- 1984: Die Grünstein-Variante
- 1985: Hälfte des Lebens
- 1985: Kaiser und eine Nacht
- 1985: Besuch bei van Gogh
- 1985: Die Gänse von Bützow
- 1986: An der Unstrut (nur Stimme)
- 1986: Caspar David Friedrich – Grenzen der Zeit
- 1986: Das Haus am Fluß
- 1986: Der Nachbar
- 1987: Johann Strauß – Der König ohne Krone
- 1987: Liane
- 1987: Chronik einer Fürstenfamilie
- 1987: Ein Chinese sucht seinen Mörder
- 1988: Zimmer 36
- 1989: Der Bruch
- 1989: Pestalozzis Berg
- 1989: Bangkok Story
- 1989: Die Tänzerin
- 1989: Ein brauchbarer Mann
- 1990: Bronsteins Kinder
- 1991: Das Licht der Liebe
- 1992: Schtonk!
- 1992: Brandnacht
- 1992: Der demokratische Terrorist
- 1992: Die Lok
- 1994: Wachtmeister Zumbühl
- 1994: Mario und der Zauberer
- 1997: Comedian Harmonists
- 1997: Sterben ist gesünder
- 2004: Alles auf Zucker!
- 2009: Ich, Tomek
- 2011: Bittere Kirschen
- 2012: Wir wollten aufs Meer
- 2014: Ohne Dich
- 2016: Die Blumen von gestern

### Fernsehen
- 1956: Blockstelle Wiesengrund
- 1962: Der graue Chevrolet
- 1962: Teufel im Paradies
- 1963: Negative
- 1964: Zucker im Tee
- 1965: Gegensätzliche Leidenschaften
- 1967: Kleiner Mann – was nun? (Zweiteiler)
- 1969: Rendezvous mit unbekannt: Berlin-W Adieu!
- 1970: Jeder stirbt für sich allein (Dreiteiler)
- 1970: Unter den Linden – Geschichte und Geschichten
- 1973: Die Brüder Lautensack
- 1973: Die Zwillinge
- 1975: Mein lieber Mann und ich
- 1975: Polizeiruf 110: Die Rechnung geht nicht auf
- 1976: Jede Woche Hochzeitstag
- 1976: Zur See: Die Kollision
- 1976: Daniel Druskat (Fünfteiler)
- 1977: Ernst Schneller
- 1978: Polizeiruf 110: Doppeltes Spiel
- 1980: Heute abend und morgen früh
- 1980: Meines Vaters Straßenbahn
- 1981: Feuerdrachen (Zweiteiler)
- 1982: Komm mit mir nach Chicago
- 1982: Bahnwärter Thiel
- 1982: Rächer, Retter und Rapiere (siebenteilige Fernsehserie der DDR)
- 1983: Martin Luther (Mehrteiler)
- 1983: Der Staatsanwalt hat das Wort: Nur einen Schluck
- 1984: Wer war Edgar Allan?
- 1985: Irrläufer
- 1985: Der Staatsanwalt hat das Wort: Hubertusjagd
- 1985/87: Sachsens Glanz und Preußens Gloria (Mehrteiler)
- 1988: Melanios letzte Liebe
- 1990: Ende der Unschuld
- 1992: Das große Fest
- 1992: Die Männer vom K3 (Folge Halali für einen Jagdfreund)
- 1993: Durchreise – Die Geschichte einer Firma (Sechsteiler)
- 1993: Das Traumschiff – Indien und Malediven
- 1993: Rosamunde Pilcher: Stürmische Begegnung
- 1994: Tatort: Der schwarze Engel
- 1995: Allein gegen die Mafia 7 (La piovra 7 – Indagine sulla morte del commissario Cattani, Miniserie)
- 1995: Zu treuen Händen
- 1995: Matulla und Busch
- 1995: Kommissar Rex (Folge Entführt)
- 1996: Tatort: Der Spezialist
- 1996: Tatort: Parteifreunde
- 1996: Tatort: Schlaflose Nächte
- 1996: Polizeiruf 110: Kurzer Traum
- 1997: Geisterstunde – Fahrstuhl ins Jenseits
- 1997: Tatort: Tödlicher Galopp
- 1997: Der Hauptmann von Köpenick
- 1998: Zucker für die Bestie
- 1998: Rot wie das Blut
- 1998: Feuerläufer – Der Fluch des Vulkans
- 1998: Der Handymörder
- 1998: Eine Sünde zuviel
- 1998: Mörderisches Erbe – Tausch mit einer Toten
- 1999: Hans im Glück
- 1999: Rosamunde Pilcher – Klippen der Liebe
- 1998: Klemperer – Ein Leben in Deutschland (Mehrteiler)
- 2000: Das Traumschiff – Neuseeland
- 2000: Am Ende siegt die Liebe
- 2000: Die Verbrechen des Professor Capellari – Milenas Bücher
- 2001: SOKO Kitzbühel (Folge Der Clan)
- 2002: Der Bulle von Tölz: Liebespaarmörder
- 2003: Tatort: Der schwarze Troll
- 2003: Wilsberg: Tod einer Hostess
- 2004: Donna Leon – Acqua Alta
- 2004: Am Kap der Liebe
- 2006: SOKO Kitzbühel (Folge Mörderische Schnitzeljagd)
- 2007: SOKO Rhein-Main (Folge Der letzte Brief)
- 2007: Giganten – Goethe – Magier der Leidenschaften
- 2007: Commissario Laurenti – Tod auf der Warteliste
- 2008: Der Besuch der alten Dame
- 2008: Commissario Laurenti – Der Tod wirft lange Schatten
- 2009: Commissario Laurenti – Totentanz
- 2009: So ein Schlamassel
- 2009: Eine Liebe in St. Petersburg
- 2010: Küstenwache (Folge Ein falscher Tod)
- 2011: Linda geht tanzen
- 2012: Spreewaldkrimi: Eine tödliche Legende
- 2014: Joachim Vernau: Die letzte Instanz
- 2016: Die Pfeiler der Macht
- 2017: Spreewaldkrimi: Zwischen Tod und Leben

## Theater (Auswahl)
- 1952: Arkadi Gaidar: Timur und sein Trupp (als Kwakin) (Theater der jungen Garde Halle)
- 1962: Leo Tolstoi: Krieg und Frieden (Staatstheater Dresden)
- 1962: William Shakespeare: Wie es euch gefällt – Regie: Horst Schulze (Staatstheater Dresden)
- 1968: Horst Kleineidam: Von Riesen und Menschen – Regie: Hans Dieter Mäde (Staatstheater Dresden)
- 1970: Seán O’Casey: Ein Freudenfeuer für den Bischof (Kanonikus) – Regie: Hans Dieter Mäde (Staatstheater Dresden)
- 1971: Lillian Hellman: Herbstgarten – Regie: Hans Dieter Mäde (Staatstheater Dresden)
- 1978: Heinrich von Kleist: Das Käthchen von Heilbronn – Regie: Hannes Fischer (Staatstheater Dresden)

## Hörspiele
- 1967: Maxim Gorki: Feinde (Petschenjegow) – Regie: Hans Dieter Mäde (Theater – Litera)
- 1979: Leonid Solowjow: Nasreddin in Buchara (Dschafar, der Wucherer) – Regie: Dieter Scharfenberg (Kinderhörspiel – Litera)
- 1980: Joachim Walther: Bewerbung bei Hofe (Augustus) – Regie: Fritz Göhler (Hörspiel – Rundfunk der DDR)
- 1980: Brüder Grimm: Das tapfere Schneiderlein / Der Fischer und seine Frau (König / Wind) – Regie: Dieter Wardetzky (Kinderhörspiel – Litera)
- 1985: Brüder Grimm: Hans im Glück (Mann mit der Kuh) – Regie: Norbert Speer (Kinderhörspiel – Litera)
- 1986: Brüder Grimm: Brüderchen und Schwesterchen/Schneeweißchen und Rosenrot (Erzähler) – Regie: Maritta Hübner (Kinderhörspiel – Litera)
- 1987: Hans-Christian Andersen: Des Kaisers neue Kleider (Kaiser) – Regie: Dieter Scharfenberg (Kinderhörspiel – Litera)
- 1991: Alexander Wolkow: Der Zauberer der Smaragdenstadt (Goodwin, der Zauberer) – Regie: Dieter Scharfenberg (Hörspiel – Litera junior)
- 1994: Ray Bradbury: Fahrenheit 451 – Regie: Holger Rink (Science-Fiction Kriminalhörspiel – MDR)
- 2001: Józef Ignacy Kraszewski: Gräfin Cosel (Bankier Lehmann) – Regie: Walter Niklaus (Hörspiel (5 Teile) – MDR)

## Auszeichnungen
Hoppe hat im Laufe seiner Karriere mehrere Preise gewonnen, unter anderem den Nationalpreis der DDR, den Adolf-Grimme-Preis, die Goldene Henne sowie den Orden des Dresdner Semperopernballs.
- 1971: Nationalpreis der DDR 1. Klasse für Kunst und Literatur
- 1981: Preis der Film- und Fernsehkritik des Ungarischen Journalistenverbandes für seine Darstellung des Göring bzw. des Generals in István Szabós Spielfilm Mephisto
- 1995: Lessing-Preis des Freistaates Sachsen
- 1996: Ehrenbürger der Stadt Ellrich
- 1998: Adolf-Grimme-Preis für seine Darstellung des Heinz Baranowski in dem mehrteiligen Fernsehfilm Sardsch (zusammen mit Axel de Roche, Nina Franoszek und Hannes Jaenicke)
- 2005: Goldene Henne für sein Lebenswerk
- 2007: Kunstpreis der Landeshauptstadt Dresden[14]
- 2008: Preis der DEFA-Stiftung für die Verdienste um den deutschen Film
- 2010: Verdienstkreuz 1. Klasse des Verdienstordens der Bundesrepublik Deutschland[15]
- 2015: PAULA-Preis des Progress Film-Verleihs[16]
- 2015: Deutscher Schauspielerpreis für sein Lebenswerk
- 2017: St. Georgs-Orden des Semperopernballs
- 2017: Märchenfilmfestival-Preis fabulix für sein Lebenswerk